# 세션 개시 프로토콜
세션 개시 프로토콜(Session Initiation Protocol, SIP)은 IETF에서 정의한 시그널링 프로토콜로 음성과 화상 통화 같은 멀티미디어 세션을 제어하기 위해 널리 사용되며, 인터넷 상에서 통신하고자 하는 지능형 단말(전화, 인터넷 콘퍼런스, 인스턴트 메신저 등)들이 서로를 식별하여 그 위치를 찾고, 그들 상호 간에 멀티미디어 통신 세션을 생성하거나 삭제 또는 수정하기 위한 절차를 명시한 응용 계층의 시그널링 프로토콜이다. 여기서 수정은 포트의 주소 변경, 더 많은 참여자의 초대, 멀티미디어 스트림의 추가 또는 삭제를 의미하며, 화상 회의, 스트리밍 동영상 유통, 메신저, 가입자 상태 정보, 파일 전송과 온라인 게임에 응용할 수 있다.
SIP는 원래 Henning Schulzrinne과 Mark Handley가 1996년에 처음 고안 했다. 이 규격의 최근 버전은 IETF 네트워크 워킹 그룹의 RFC 3261이다. 2000년 11월 SIP는 셀룰러 시스템에서 IP 기반 스트리밍 멀티미디어 서비스를 위한 3GPP 시그널링 프로토콜과 IP 멀티미디어 서브시스템 (IMS) 구조로 채택되었다.
인터넷 기반 회의, 전화, 음성 메일, 이벤트 통지, 인스턴트 메시징 등 멀티미디어 서비스 세션의 생성, 수정, 종료를 제어하는 요구/응답 구조로서 TCP와 UDP에 모두 사용할 수 있으며, 각 사용자들을 구분하기 위해 이메일 주소와 비슷한 SIP URL을 사용함으로써 IP주소에 종속되지 않고 서비스를 제공받는다. HTTP와 SMTP의 많은 부분을 그대로 사용하여 개발된 텍스트 기반이므로 구현이 용이하며, 인터넷에서 사용되는 다른 많은 프로토콜과 결합하여 다양한 서비스들을 만들 수 있는 유연성과 확장성이 있다. ITU-T의 H.323에 대응되는 보다 간편한 프로토콜로, 1999년에 IETF MMUSIC (Multiparty Multimedia Session Control) 워킹 그룹에 의해 RFC 2543으로 제안된 이후 별도로 분리된 ITEF SIP 워킹 그룹에서 개정 작업을 진행하여 2002년 7월 RFC 3261 표준이 제정되었다.

## 같이 보기
- 컴퓨터 전화 통합
- H.323
- IP 멀티미디어 서브시스템
- 미디어 게이트웨이 컨트롤 프로토콜
- 모바일 음성 인터넷 프로토콜
- T.38